# 蒙大拿级战列舰
蒙大拿級戰艦是美國海軍設計過的噸位最大也是最後一艘战列舰。該級战列舰是愛荷華級戰列艦的改良與火力強化版。雖然極速降低，但排水量更大、装甲更厚、火力更强。該級别所屬五艘战列舰在第二次世界大戰中批准建造以抗衡日本的大和級戰艦。但由於美國海軍戰術核心轉為倚重航空母艦，導致在首艦蒙大拿號鋪設龍骨之前，該級别的全部建造計畫就被取消。
蒙大拿級战列舰是美國海軍設計的最後一個級别的战列舰。但是由於建造計畫取消，愛荷華級的四艘战列舰成为美國海軍實際上最後一代建成的战列舰。

## 历史
蒙大拿级的規劃在1938年便開始進行，因為美國海軍注意到日本通過建造大和級战列舰的擴張方針，因此提出了滿載58,000噸的「超級战列舰」計畫。細節設計在1939年開始，最初海軍為了對抗大和級設計的是一艘65,000噸級的戰艦，但要說服海軍高層以及國會建造此等巨艦需要更多證據，但當時的美軍缺乏大和級的細節資料，當時甚至已經有謠傳日本人的軍艦將會裝上18英寸艦砲；但這些傳言都無法獲得實證，這讓蒙大拿級設計初仍維持與愛荷華級近似的45,000噸級。不過，戰艦設計委員會評估後接受蒙大拿級設計放寬到59,000噸級標準。
建造計畫在國會通過則是1940年由參議員卡尔·文森所推動的“兩洋海军法案”，并且於1941年通过相关预算案。该级五艘战舰编号被编为BB-67至BB-71。
这五艘战舰计划在三个海军船厂中建造。分别为：
- 蒙大拿号（BB-67）計畫在宾西法尼亚州的费城海军造船厂建造；
- 俄亥俄号（BB-68）计划在费城海军造船厂建造；
- 缅因号（BB-69）计划在纽约州布鲁克林的纽约海军造船厂建造；
- 新罕布什尔号（BB-70）计划在纽约海军造船厂建造；
- 路易斯安娜号（BB-71）计划于诺福克海军造船厂建造。

如果蒙大拿级战列舰及愛荷華級战列舰五號與六號艦全部建造完毕，1940年代末期的美国海军将会擁有17艘安裝16英吋口徑主砲的超無畏艦，數量將會超越當時全球其他海軍國家所有裝備16英寸或更大口徑主砲的超無畏艦總和。
但是，在第二次世界大战的美国海军需要建造大量的航空母舰、两栖登陆舰和其他反潜作战舰艇。為了騰出造船台空間及資源而导致了蒙大拿级建造计划于1942年5月全部取消。从1943年7月开始，美国海军转向以航空母舰为核心，海戰主力逐漸由各式航母取代，美國海軍再無制定任何戰列艦的建造計畫。于是，愛荷華級四艘战列舰成为美国海军实际建造的最后一级战列舰。
有趣的是，蒙大拿州尽管在历史上有两艘同名的战列舰——另一艘是南达科他级的蒙大拿号，但两舰均在建成前被取消，因而没有一艘服役。蒙大拿州也成了美国历史上唯一一个没有同名战列舰的州。美国海军內部将蒙大拿州戏称为“没有玩具的可怜孩子”。直到2020年9月12日，获命名为蒙大拿号的一艘弗吉尼亚级核动力攻击潜艇SSN-794下水，才结束蒙大拿州没有同名的大型战舰的窘境。

## 战舰设计
由于蒙大拿级的标准排水量被设计为65,000吨，该级将会取代当时服役的愛荷華級成为美国海军最大的军舰，只有战后的福萊斯特級航空母艦才擁有與她們相當的噸位。蒙大拿级计划装备4座3联装16英寸（406毫米）50倍口径主炮，比愛荷華級多1座。对于鱼雷与火炮的防护也大幅度增强。这艘战舰的侧舷装甲也很大程度上超过了当时其他级别的战列舰。为了达到这些目标，蒙大拿级的设计最大航速降低到了与南达科他级和北卡罗莱纳级同样的28节，而愛荷華級为33节。由于速度的降低，蒙大拿级似乎也注定了和南达科他级和北卡罗莱纳级一样的命运——被取消建造或者成为浮动博物馆。
值得一提的是，蒙大拿级由于船体过宽，不能像愛荷華級那样通过巴拿马运河。但是当蒙大拿级设计计划被通过时，美国政府已经打算开始在运河上建造一个更宽的闸门。这个新闸门将更加宽裕并能够让蒙大拿级通过，从而使得美国海军能够顺利的来往大西洋与太平洋。但运河改进计划也随着蒙大拿级建造计划的取消而取消了。
蒙大拿级战列舰其船体设计方案也被用于中途岛级航空母舰的设计上。尽管中途岛级已经服役了长达45年，但该舰仍做為美国舰队的旗舰参加了1991年的海湾战争。

## 虛構作品
在2015年戰遊網3D大型多人在线角色扮演射击游戏《戰艦世界》當中，美國戰列艦科技樹的銀幣線戰列艦當中的X級戰列艦“蒙大拿”和最高等級的超級（☆級）戰列艦“緬因”，設計基於計劃中的蒙大拿級戰列艦的一號艦與三號艦，而後者更是將四座主砲塔改為虛構的四聯裝Mk 7 16英寸艦砲；同遊戲中還有二號艦“俄亥俄”改為搭載雙聯裝Mk A型18吋47倍徑艦炮的X級加值系戰列艦，以及五號艦“路易斯安娜”改為X級銀幣線航空战列艦。

## 資料來源
1. ↑  大和級战列舰的細節幾乎都被日軍隱藏，美國只能從截獲的電訊中推測大和級的設計細節 (SRMN-012: 14th Naval District Combat Intelligence Unit. TS Summaries with Comments by CINCPAC War Plans/Fleet Intelligence Sections, 13 February 1942, RG 457, MHI.)
2. ↑  雖然謠傳是搭載18.1英吋，但是美國海軍的技術人員並不相信日本人具備該口徑艦砲製造技術，因此美軍在評估大和級時，仍認定它只有16英吋主砲。(Toynbee, Summary of International Affairs, 1936, p. 112. W. D. Puleston, The Armed Forces of the Pacific: A Comparison of the Military and Naval Power of the United States and Japan (New Haven: Yale University Press, 1941), p. 208–211. CNO to FDR, 24 March 1938, Navy Department, PSF, FDRL. General Board, "Characteristics of Battleships, 1941 Building Program", 28 June 1939, p. 121, NHC. Secretary to FDR, 14 April 1937, Claude Swanson Folder, Navy Department, PSF, FDRL.)
3. ↑  . 美國海軍軍艦辭典. 美國海軍部歷史與遺產司令部.   [15 September 2016].
4. ↑  . Naval Vessel Register. United States Navy, Naval Sea Systems Command.   [1 December 2007]. （原始内容存档于2021-05-08）.